# Jemal Johnson
Jemal Pierre Johnson (* 3. Mai 1985 in Paterson, New Jersey) ist ein US-amerikanischer Fußballspieler. Der antrittsschnelle Flügelspieler, der auch in zentralen Offensivpositionen eingesetzt wurde, spielte in seiner Karriere bislang bei mehr als 15 Vereinen in Europa und Nordamerika.

## Sportlicher Werdegang
Im Alter von fünf Jahren zog Jemal Johnson im Schlepptau seiner Familie von den Vereinigten Staaten ins englische Macclesfield und erhielt bereits in jungen Jahren Zugang zur Nachwuchsabteilung von Manchester United. Eine Akademieausbildung genoss er ab dem Jahr 2001 bei den Blackburn Rovers, war dort später sowohl Stammspieler in der U-19-Auswahl als auch in der Reservemannschaft und wurde im Dezember 2004 in den Profikader übernommen. Er absolvierte sein erstes Pflichtspiel für die „A-Mannschaft“ per Einwechselung für die Rovers am 8. Januar 2005 anlässlich einer Drittrundenpartie im FA Cup gegen Cardiff City und ließ bei seinem ersten Auftritt von Beginn an – ebenfalls im englischen Pokal drei Wochen später – gegen Colchester United sein erstes Tor folgen. Zudem kam Johnson zu drei jeweils halbstündigen Kurzeinsätzen in der Premier League. Mit seinen zusätzlichen sechs Treffern in 15 Partien für die Reserveelf galt der primär auf beiden Außenpositionen einsetzbare „Flügelflitzer“ als eines der hoffnungsvollsten Talente in Blackburn.
Der Sprung in die Stammelf der Rovers blieb ihm jedoch in der Saison 2005/06 verwehrt. Obwohl Johnson zu Beginn der Spielzeit noch einer Vertragsverlängerung zugestimmt hatte, kam er zumeist nur während zweier Kurzaufenthalte bei Gastvereinen zum Zuge. Dabei bestritt er zwischen Ende Oktober und November 2005 beim Zweitligisten Preston North End und zwischen März und April 2006 beim Viertligisten FC Darlington drei respektive neun Ligaspiele.
Am 17. August 2006 unterschrieb Johnson beim Zweitligisten Wolverhampton Wanderers einen Kontrakt über zwei Jahre, wobei die beteiligten Parteien hinsichtlich der Höhe der Ablösesumme Stillschweigen vereinbarten. Nach einem optimalen Einstand bei den „Wolves“, als Johnson in den ersten beiden Ligapartien der Saison 2006/07 gegen den FC Burnley und Luton Town jeweils der entscheidende Treffer zum 1:0-Sieg gelang, war die restliche Zeit in Wolverhampton von Enttäuschungen gekennzeichnet. Johnson schoss in den folgenden 21 Spielen nur noch ein Tor und im Februar 2007 erhielt er die Gelegenheit, sich als Leihspieler beim Zweitligakonkurrenten Leeds United zu beweisen, aber auch dort fand er sich häufig nur auf der Ersatzbank wieder. Wolves-Trainer Mick McCarthy setzte Johnson nach dessen Rückkehr auf die Transferliste und am 31. August 2007 fand sich mit dem Viertligisten Milton Keynes Dons ein Käufer.
Bei seinem neun Klub stellte „JJ“ vor allem seine Stärken im Konterspiel unter Beweis, erzielte alle seine acht Tore während der Aufstiegssaison 2007/08 bei Auswärtsspielen und gewann nach einem 2:0-Finalsieg gegen Grimsby Town mit der Football League Trophy seinen ersten nationalen Titel. Mit 22 Einwechselungen in 39 Meisterschaftsspielen blieb er jedoch ebenso „Ergänzungsspieler“, wie in der folgenden Spielzeit 2008/09. Dennoch unterzeichnete er im Juli 2009 nach längerem Vertragspoker bei dem mittlerweile in der drittklassigen Football League One aktiven Klub einen neuen Kontrakt für weitere zwei Jahre und begann die Saison 2009/10 als Stammspieler. Seinen Platz in der Startelf verlor Johnson jedoch im Laufe der Hinrunde und so wurde er im Januar 2010 für den Rest der Saison zu Ligakonkurrenten Stockport County verliehen. Nach 16 Ligaspielen mit zwei Toren, kehrte Johnson zum Beginn der Spielzeit 2010/2011 zurück zu MK Dons, fand sich jedoch erneut auf der Bank wieder. Im September wurde er für einen Monat zum Viertligisten Port Vale ausgeliehen, bevor im Januar 2011 beide Seiten in Einvernehmen den Vertrag auflösten.
Im ersten Halbjahr 2011 spielte Johnson für den bulgarischen Erstligisten Lokomotive Sofia und erzielte ein Tor in zehn Spielen. Im Sommer kehrte er zurück nach England, um einen 12-Monats-Vertrag mit dem Zweitligisten Southend United zu unterzeichnen. Nach fünf Spielen ohne Tor wurde Johnson, wegen der Beteiligung an einer Schlägerei vor einem Nachtclub in London, unter Polizeiarrest genommen. Der Verein suspendierte ihn daraufhin im Dezember des Jahres.
Im Jahr 2012 hielt sich Johnson bei den unterklassigen Vereinen Dover Athletic und FC Tamworth fit. 
Im Frühjahr 2013 kehrte der Flügelspieler in die Vereinigten Staaten zurück. Er schloss sich bis zum Ende der Hinrunde den Fort Lauderdale Strikers aus der North American Soccer League an. Zur Rückrunde wechselte Johnson innerhalb der Liga zu New York Cosmos. Im Jahr 2013 kam er jedoch aufgrund einer Knieverletzung nur in einem Ligaspiel zum Einsatz. In der Saison 2014 absolvierte Johnson 19 Spiele, in denen er ein Tor gegen seinen Ex-Club, die Fort Lauderdale Strikers, erzielte. Von 2015 bis 2017 spielte er beim neu gegründeten Franchise Jacksonville Armada, das ebenfalls in der North American Soccer League antrat. Seine bislang letzte Vereinsstation war der Fresno FC, mit dem er von 2018 bis zur Auflösung des Vereins 2019 in der zweitklassigen USL Championship spielte. Für das kalifornische Franchise, das erst 2017 gegründet worden war, erzielte er in zwei Spielzeiten 16 Ligatore.

## Erfolge
- Football League Trophy: 2008